# Floroljeskinn
Floroljeskinn (Sistotrema heteronemum) är en svampart som först beskrevs av J. Erikss., och fick sitt nu gällande namn av Å. Strid 1975. Enligt Catalogue of Life ingår Floroljeskinn i släktet Sistotrema,  och familjen Hydnaceae, men enligt Dyntaxa är tillhörigheten istället släktet Sistotrema,  och familjen Sistotremataceae. Arten är reproducerande i Sverige. Inga underarter finns listade i Catalogue of Life.